# Club Deportivo Orientación Marítima
El Club Deportivo Orientación Marítima és un club de futbol canari de la ciutat d'Arrecife a Lanzarote.

## Història
El Orientación Marítima va ser fundat a l'escola de Pedro Hernández Spinola el 1954 al port d'Arrecife.
El primer uniforme del club fou samarreta blau fosc i pantaló blanc. La temporada 1960-61 canvià el color del pantaló del blanc al negre. La data oficial de constitució del club és l'11 de gener de 1967. El 1983 es fundà la seva Escola de Futbol.
El gener de 2008 se signà un acord de col·laboració amb el club Unión Deportiva Lanzarote per a fusionar-se a partir de la temporada 2008/2009, formant un nou club que s'anomenarà Unión Deportiva Lanzarote-Marítima.

## Dades del club
- Temporades a Primera divisió: 0
- Temporades a Segona divisió: 0
- Temporades a Segona divisió B: 1
- Temporades a Tercera divisió: 7